# Philipp Wilhelm Grüneberg
Philipp Wilhelm Grüneberg, född 1710 i Magdeburg, död 1777, var en tysk orgelbyggare i Zerbst, Magdeburg och Belgard. Han grundade den betydelsefulla orgelbyggarfamiljen Grüneberg i Brandenburg och Stettin.

## Biografi
Grüneberg var möjligen en medarbetare till David Zuberbier, där han fullbordade hans arbete i Zerbst. Omkring 1752 var Grüneberg aktiv i Magdeburg, där han nämndes 1760 som en av fyra orgelbyggare. Omkring 1767 åkte han till Belgard i Pommern, där han också var organist.
Hans söner blev också orgelbyggare, Johann Wilhelm Grüneberg i Brandenburg an der Havel och Georg Friedrich Grüneberg i Stettin i Pommern.

## Orgelverk (urval)
Av Philipp Wilhelm Grüneberg verk finns två nybyggnationer, såväl som vissa reparationer.
| År        | Ursprunglig kyrka                        | Stift | Bild | Manualer | Pedal        | Stämmor | Bevarad orgel/fasad | Övrigt               |
| --------- | ---------------------------------------- | ----- | ---- | -------- | ------------ | ------- | ------------------- | -------------------- |
| 1753–1754 | Wallonisch-Reformierte Kirche, Magdeburg |       |      | 2        | Självständig | 25      |                     | Ersatt omkring 1850. |
| 1767–1776 | St. Petri, Belgard, Pommern              |       |      |          |              |         |                     |                      |

### Ombyggnationer och reparationer
| År         | Ursprunglig kyrka                        | Stift | Bild | Manualer | Pedal | Stämmor | Bevarad orgel/fasad | Övrigt                                                                               |
| ---------- | ---------------------------------------- | ----- | ---- | -------- | ----- | ------- | ------------------- | ------------------------------------------------------------------------------------ |
| Cirka 1743 | St. Bartholomaei (Schlosskirche), Zerbst |       |      |          |       |         |                     | Reparation och fullbordade arbetet påbörjat av David Zuberbier. 1749 bälgreparation. |
| 1758       | Evangelische Kirche, Kösen (Kösin?)      |       |      |          |       |         |                     | Reparation                                                                           |
| 1762, 1763 | Unser Lieben Frauen, Magdeburg           |       |      |          |       |         |                     | Reparation (och stämning?)                                                           |
| 1763       | Wallonisch-reformierte Kirche, Magdeburg |       |      |          |       |         |                     | Reparation                                                                           |
| 1766       | St. Wenzel, Naumburg                     |       |      |          |       |         |                     | Reparation                                                                           |
| Cirka 1767 | St. Marien, Köslin (Koszalin), Pommern   |       |      |          |       |         |                     |                                                                                      |